# Love's Not a Competition (But I'm Winning)
«Love's Not a Competition (But I'm Winning)» es una canción de la banda inglesa Kaiser Chiefs, presente en el segundo álbum de estudio de la banda, Yours Truly, Angry Mob. La canción tuvo un cóver el 1 de febrero de 2008 por la banda estadounidense Paramore.
- Datos: Q2290397